# RCD Cup 1969
La RCD Cup 1969 (1969 RCD Cup) fu la terza edizione della RCD Cup, competizione calcistica per nazionali riservata alle nazioni aderenti al patto di cooperazione regionale (Regional Cooperation for Development): Iran, Pakistan e Turchia. La competizione si svolse in Turchia dal 13 settembre al 17 settembre 1969.

## Formula
- Qualificazioni

Nessuna fase di qualificazione. Le squadre sono qualificate direttamente alla fase finale.
- Fase finale

Girone unico - 3 squadre, giocano partite di sola andata. La vincente si laurea campione della RCD Cup.

## Stadi
| Ankara           | Ankara |
| ---------------- | ------ |
| Stadio 19 maggio | Ankara |
| Capienza: 19.219 | Ankara |
|                  | Ankara |

## Squadre partecipanti
| Pr. | Squadra  | Data di qualificazione certa | Partecipante in quanto | Partecipazioni precedenti al torneo | Ultima presenza |
| --- | -------- | ---------------------------- | ---------------------- | ----------------------------------- | --------------- |
| 1   | Iran     | -                            | Qualificata di diritto | 2 (1965, 1967)                      | Pakistan 1967   |
| 2   | Pakistan | -                            | Qualificata di diritto | 2 (1965, 1967)                      | Pakistan 1967   |
| 3   | Turchia  | -                            | Qualificata di diritto | 2 (1965, 1967)                      | Pakistan 1967   |

Nella sezione "partecipazioni precedenti al torneo", le date in grassetto indicano che la nazione ha vinto quella edizione del torneo, mentre le date in corsivo indicano la nazione ospitante.

## Fase finale

### Girone unico

#### Classifica
| Pos | Squadra  | P.ti | G | V | N | P | GF | GS | DR |
| --- | -------- | ---- | - | - | - | - | -- | -- | -- |
| 1   | Turchia  | 4    | 2 | 2 | 0 | 0 | 8  | 2  | +6 |
| 2   | Iran     | 2    | 2 | 1 | 0 | 1 | 4  | 6  | -2 |
| 3   | Pakistan | 0    | 2 | 0 | 0 | 2 | 4  | 8  | -4 |

#### Risultati
| Arbitro: | Donal |

|                                           |           |                      |
| Zemzem 17’ Bartu 44’, 65’ Sarıalioğlu 75’ | Marcatori | 8’ Bakhsh 60’ Baloch |

| Arbitro: | Qadir |

|                                  |           |                   |
| Kalani 9’, 14’ Mazloumi 47’, 67’ | Marcatori | 75’ Dar 78’ Akbar |

| Arbitro: | Khan |

|                                   |           |  |
| Konca 12’, 29’ Bartu 32’ Kurt 41’ | Marcatori |  |

## Statistiche

### Classifica marcatori
3 reti
- Can Bartu

2 reti
- Hossein Kalani
- Gholam Hossein Mazloumi
- Ender Konca

1 rete
- Abdullah Akbar
- Maula Bakhsh
- Ali Nawaz Baloch
- Ayub Dar
- Metin Kurt
- Sanlı Sarıalioğlu
- Fevzi Zemzem